# 貝德福德公園 (伊利諾伊州)
貝德福德公園（英語：Bedford Park）是位於美國伊利諾伊州庫克縣的一個村落。

## 地理
貝德福德公園的座標為41°45′09″N 87°47′09″W / 41.75250°N 87.78583°W，而該地最高點為海拔高度187米（即614英尺）。

## 人口
根據2010年美國人口普查的數據，貝德福德公園的面積為15.64平方千米，當中陸地面積為15.37平方千米，而水域面積為0.27平方千米。當地共有人口580人，而人口密度為每平方千米37人。